# Şıxbağı
Şıxbağı è un comune dell'Azerbaigian situato nel distretto di Zərdab. Conta una popolazione di 396 abitanti.